# Chotěšov (district de Plzeň-Sud)
Pour les articles homonymes, voir Chotěšov.
Chotěšov (en allemand : Chotieschau) est une commune du district de Plzeň-Sud, dans la région de Plzeň, en République tchèque. Sa population s'élevait à 2 934 habitants en 2022.

## Géographie
Chotěšov est arrosée par la rivière Radbuza et se trouve à 4 km au nord-est du centre de Stod, à 7 km à l'ouest de Dobřany, à 16 km au sud-ouest de Plzeň et à 101 km à l'ouest-sud-ouest de Prague.
La commune est limitée par Přehýšov, Úherce et Zbůch au nord, par Dobřany et Vstiš à l'est, par Dnešice au sud, et par Stod et Kotovice à l'ouest.

## Histoire
La première mention écrite de la localité date de 1115.

## Administration
La commune se compose de cinq sections :
- Chotěšov
- Hoříkovice
- Losina
- Mantov
- Týnec

## Galerie

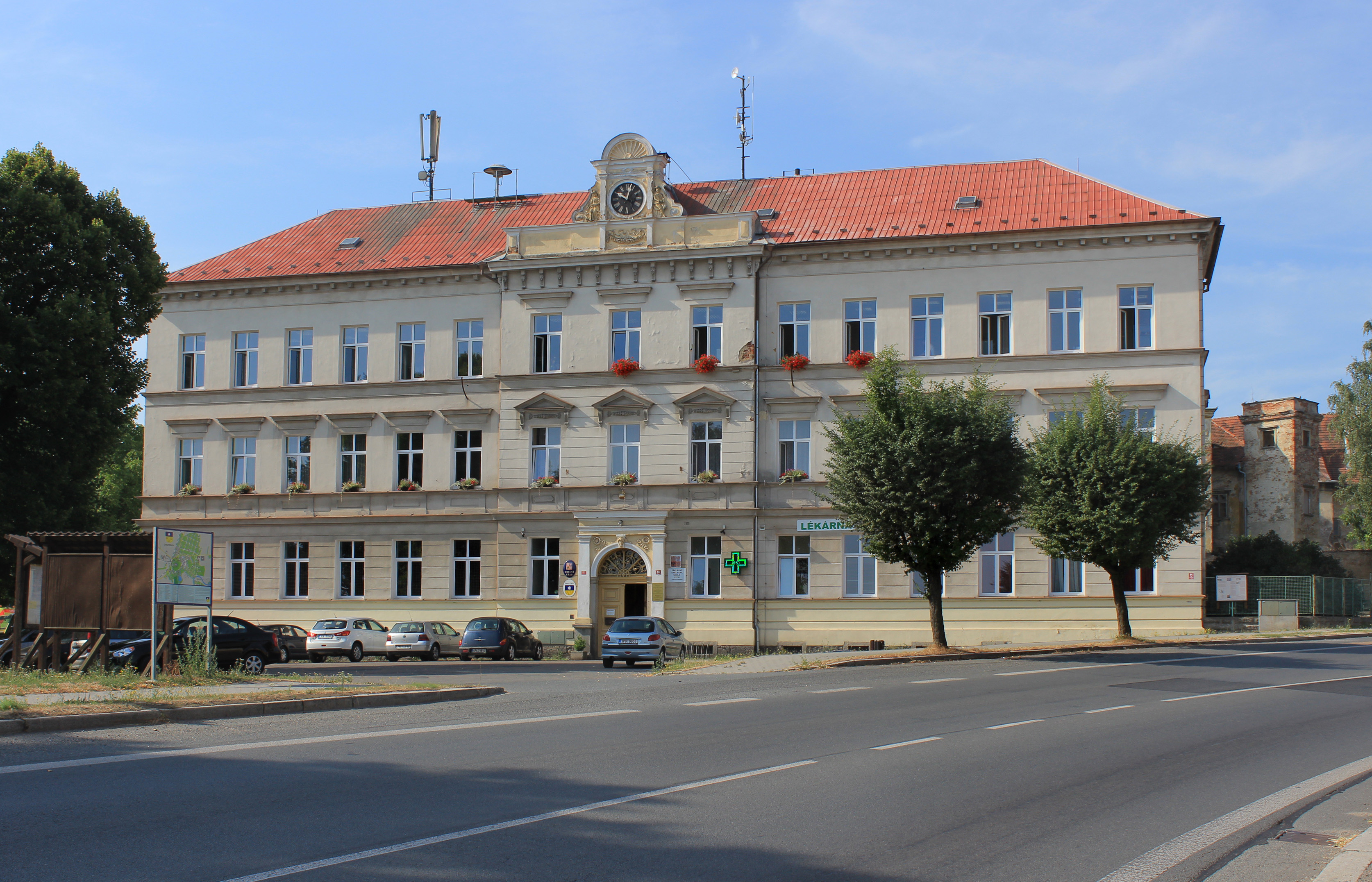
Chotěšov : la mairie.
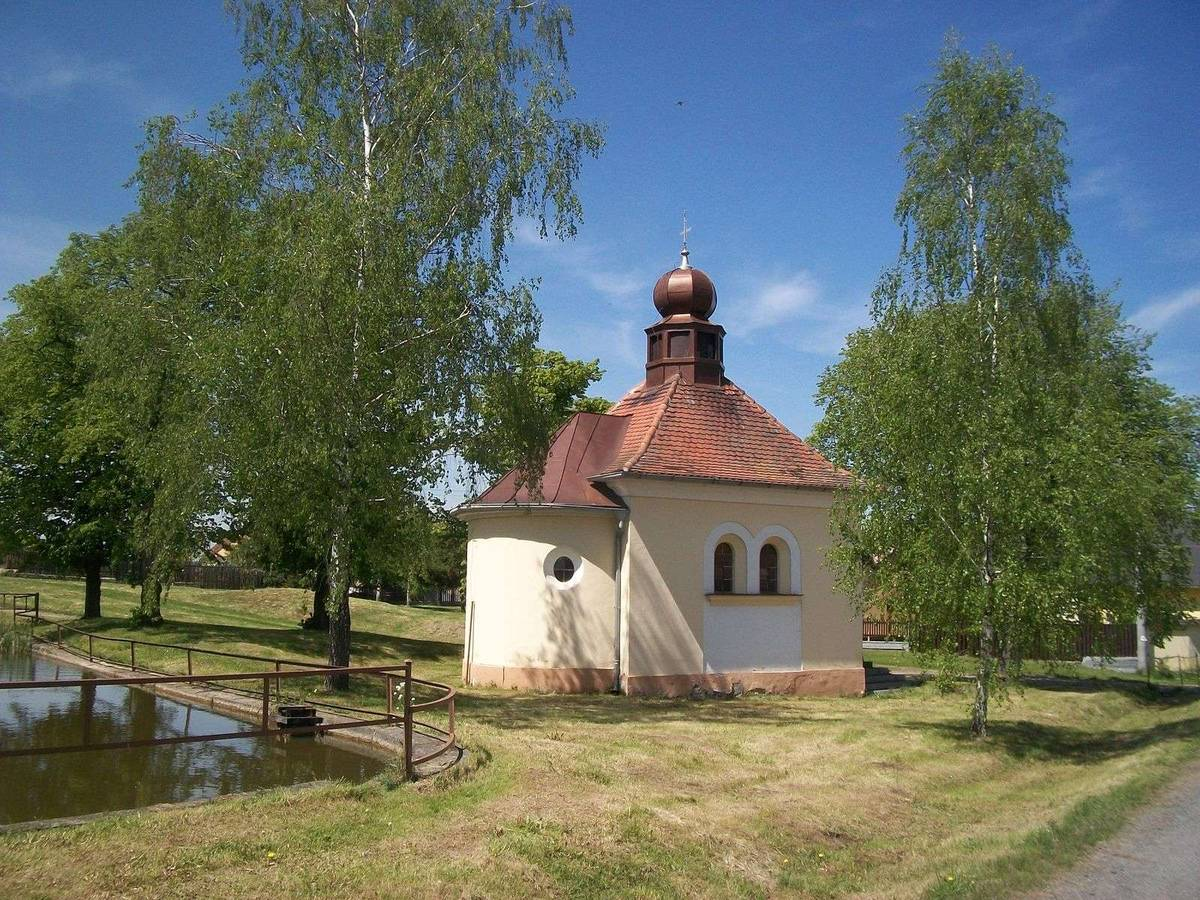
Chapelle à Týnec.

## Économie
La principale entreprise de la ville est MD Elektronik, créée en 1993 par la société allemande MD Elektronik, dont le siège se trouve à Waldkraiburg, en Bavière. L'usine de Chotěšov produit des câbles et des composants électroniques principalement pour l'industrie automobile et emploie 3 700 salariés.

## Transports
Par la route, Chotěšov se trouve à 3 km de Stod, à 7 km de Dobřany, à 18 km de Plzeň et à 111 km de Prague. 